# Сальский, Владимир Петрович
Влади́мир Петро́вич Са́льский (16 (28) июля 1885, Острог, Волынской губернии — 5 октября 1940, Варшава) — украинский военный деятель, генерал-хорунжий армии Украинской народной республики (УНР).

## Биография
Из дворян Волынской губернии, православного вероисповедания.
Общее образование получил в Острожской гимназии, выдержав экзамены за курс шести классов.

### Царский офицер
1 сентября 1904 года вступил в военную службу вольноопределяющимся 2-го разряда и был направлен на учёбу в Виленское пехотное юнкерское училище, полный курс которого окончил в марте 1906 года по 1-му разряду с производством из юнкеров в подпоручики (со старшинством с 22.04.1905), с назначением на службу в 126-й пехотный Рыльский полк (г. Острог).
10 октября 1909 года произведен в поручики (со старшинством с 22.04.1909).
В 1909 году командирован на учёбу в Императорскую Николаевскую военную академию (г. С.-Петербург), основной и дополнительный курс которой окончил в 1912 году по 1-му разряду и за успехи в науках был награждён малой серебряной медалью с занесением на мраморную доску академии (одновременно с ним академию закончили будущие украинские генералы Капустянский Николай и Кущ Виктор).
20 мая 1912 года переведен в 132-й пехотный Бендерский полк (г. Киев). Был причислен к Генеральному штабу, — состоял в прикомандировании к разведывательному отделу штаба Киевского военного округа. В 1913 году, согласно приказу Генштаба № 27, откомандирован в свой 132-й пехотный Бендерский полк на один год для прохождения цензового командования ротой. 15 ноября 1913 года произведен в штабс-капитаны (со старшинством с 22.04.1913).
Участник Первой мировой войны. 16 ноября 1914 года переведен в Генеральный штаб и назначен старшим адъютантом штаба 70-й пехотной дивизии. 10 сентября 1915 года, за выслугу лет, произведен в капитаны Генштаба (со старшинством с 22.04.1915).
С июня 1916 года служил в штабе 12-й армии, — был исполняющим должность помощника старшего адъютанта отдела генерал-квартирмейстера, с 16 марта 1917 года — исполняющий должность старшего адъютанта того же отдела.
Со 2 апреля 1917 года — подполковник Генштаба (с 30.09.1917 — со старшинством с 02.04.1916).
Осенью 1917 принял участие в «украинизации» частей 12-й армии на Северном фронте. После октябрьской революции в Петрограде оставил службу в русской армии и прибыл в Киев, в распоряжение украинской Центральной рады.

### Украинский военачальник
С ноября 1917 года — начальник штаба формируемой 1-й Сердюкской дивизии войск Центральной рады. В конце 1917 года — начальник штаба командующего антибольшевистскими войсками на Левобережной Украине подполковника Юрия Капкана, в январе 1918 года — начальник штаба атамана Михаила Ковенко, участвовал в организации сопротивления наступавшим большевистским войскам Михаила Муравьёва.
С 10 марта 1918 года — член комиссии по формированию украинской армии. С 22 июня 1918 года — первый помощник начальника отдела пехотных школ Главного военно-учебного управления Военного министерства Украинской державы (гетмана Павла Скоропадского); войсковой старшина украинской армии. Работал под руководством генерала Николая Юнакова.
С конца января 1919 года — полковник армии УНР, начальник Главного военно-учебного управления Военного министерства восстановленной УНР.
С конца мая 1919 года — командующий Запорожской группой войск Действующей армии УНР. Сумел повысить боеспособность своих войск.
В августе 1919 года участвовал в успешном наступлении украинской армии на занятый большевиками Киев. Его части, входившие в состав Средней группы генерала Антона Кравса (военачальника Галицкой армии), 30 августа первыми вошли в город. 31 августа, с востока, в город вошли подразделения Вооружённых сил Юга России (ВСЮР). На здании Городской думы были подняты два флага — украинский и российский (последний — с согласия генерала Кравса). Однако полковник Сальский приказал своим офицерам снять российский флаг, который был сорван и брошен под копыта его лошади; при этом возникла перестрелка, был убит белогвардейский офицер.
Действия Сальского привели к конфликту между украинской и белой российской армиями. В итоге генерал Кравс подписал соглашение с деникинцами, согласно которому украинские войска ушли из Киева. Главный атаман Семён Петлюра возложил ответственность за эту неудачу на Кравса, а Сальский получил повышение. 26 сентября 1919 года он стал командующим Действующей армией УНР. Однако неудачи армии и недостаточная уверенность в себе терявшего надежду на успех Сальского, привели к тому, что он был заменен на более решительного генерала Василия Тютюнника.
Морально и физически уставший Сальский 5 ноября 1919 года был перемещён на почётный, но менее значимый пост военного министра, который занимал в правительствах Бориса Мартоса и Вячеслава Прокоповича.
С 5 октября 1920 года — генерал-хорунжий.

### Эмигрант
В ноябре 1920 года вместе с органами власти УНР эмигрировал в Польшу. С 10 февраля 1921 — член Высшей войсковой рады УНР. Жил в Калише, с 1924 года — в Варшаве. В 1924—1940 годах — военный министр правительства УНР в изгнании.
Автор воспоминаний, статей по военной истории, публиковался в изданиях «За Державність» и «Табор».
Умер в 1940 году в Варшаве, похоронен на кладбище «Воля».

## Награды
- Орден Святого Станислава 3-й степени (ВП от 19.05.1912), — «за отличные успехи в науках, окончившим Императорскую Николаевскую военную академию»
- Орден Святой Анны 3-й степени с мечами и бантом (ВП от 30.01.1915, стр. 18)
- Орден Святого Станислава 2-й степени с мечами (ВП от 30.01.1915, стр. 21)
- Орден Святой Анны 2-й степени с мечами (ВП от 01.04.1915)
- Георгиевское оружие (ВП от 01.06.1915, стр. 21)  …за то, что в бою 10-го октября 1914 года, у фольв. Кликаво, заметив замешательство в боевом порядке, с явной для жизни опасностью, бросился вперёд с криком «ура», воодушевил войска и восстановил порядок и тем самым способствовал, по свидетельству начальника дивизии, достижению поставленной отряду цели (статут: параграф 112, п. 29).[9][10]
- Орден Святой Анны 4-й степени с надписью «За храбрость» (Приказ 12-й Армии № 1004 от 19.12.1916)
- Орден Святого Владимира 4-й степени с мечами и бантом (ВП от 29.01.1917)

Медали:
- «В память 100-летия Отечественной войны 1812 года» (1912)
- «В память 300-летия царствования дома Романовых» (1913)

Иностранные награды:
- французский орден Почётного легиона 5-го класса (1916/1917?)

Знаки отличия УНР:
- крест Симона Петлюры (в конце 1930-х годов)

## Семья
- Брат — Александр Сальский, хорунжий (посмертно — поручик) армии УНР, в 1921 году — участник Второго Зимнего похода, попал в плен к красным и был расстрелян.
- Сын — Юрий, офицер польских ВВС, во время Второй мировой войны участвовал в боях в Польше, Франции, Великобритании. С 1951 года жил в Канаде, советник по военно-воздушным и военно-космическим вопросам военного министерства Канады. Автор многочисленных работ по теории и практике военной авиации, баллистики, космических операций.

## Память
- В 2017 году именем Владимира Сальского была названа улица в Киеве.